# Kłomino
Kłomino (russisch: Grodek, deutsch: Westfalenhof) ist eine Geisterstadt in der polnischen Woiwodschaft Westpommern, zwölf Kilometer südlich von Borne Sulinowo (Groß Born). 

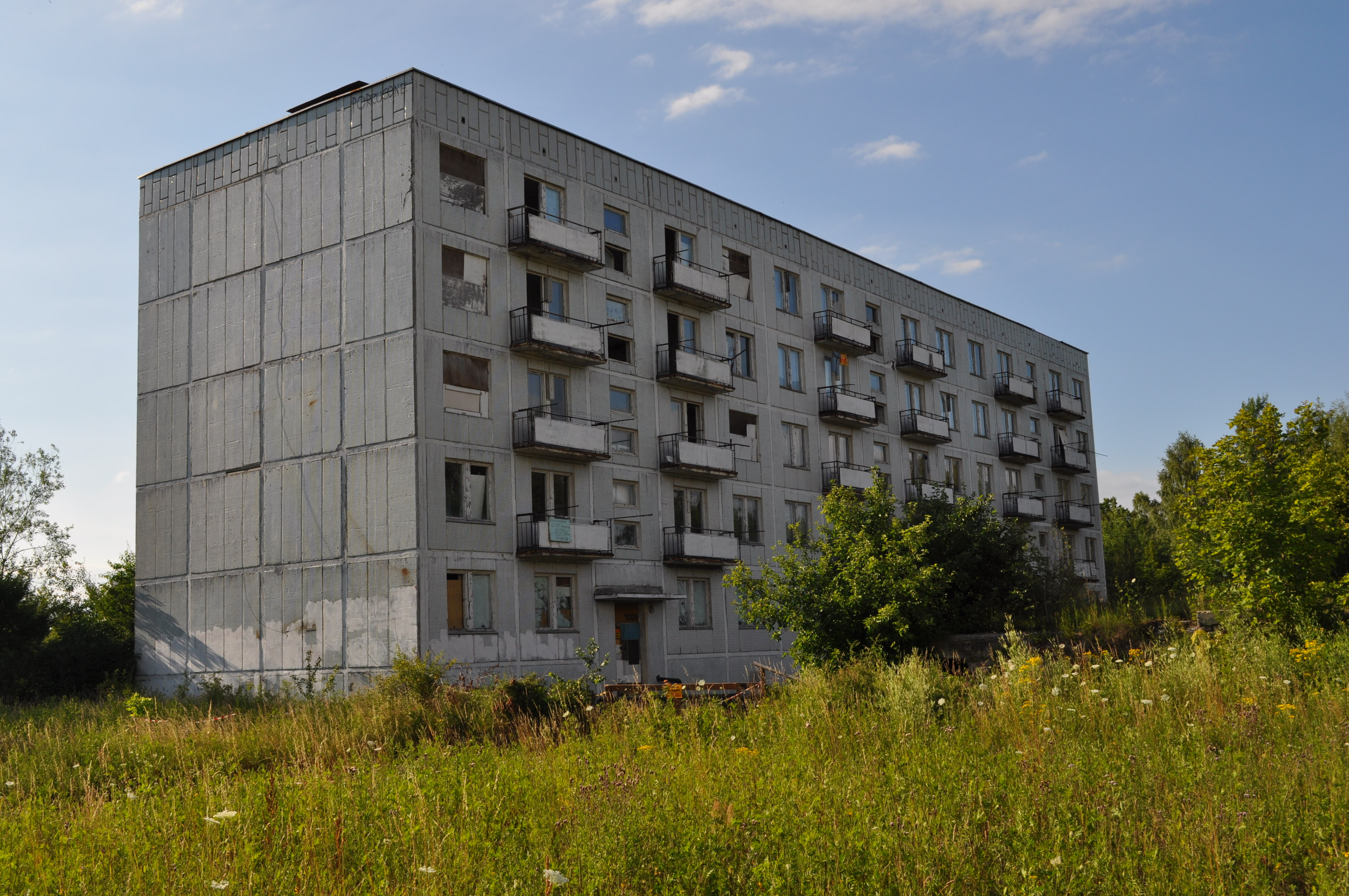
Verlassener Häuserblock in Kłomino (2011)

Der Ort wurde ab 1935 als Kasernenstadt der Wehrmacht auf dem 1930 angelegten Truppenübungsplatz Groß Born errichtet. Nach dem Zweiten Weltkrieg übernahm die Rote Armee das Gelände und errichtete dort Wohnhäuser, Garagen, Unterkünfte für die Soldaten, Einkaufsläden und ein Kino. Bis 1992 lebten ca. 5000 Menschen in der Stadt, die sie nach dem Zusammenbruch der Sowjetunion verließen. Der polnische Staat plante, das Gebiet zu besiedeln. Die Häuser und die Infrastruktur sind in einem miserablen Zustand. Heute leben in der Stadt nur noch zwei Förster-Familien mit insgesamt zwölf Personen und ein Museum.